# Simulazione di processo

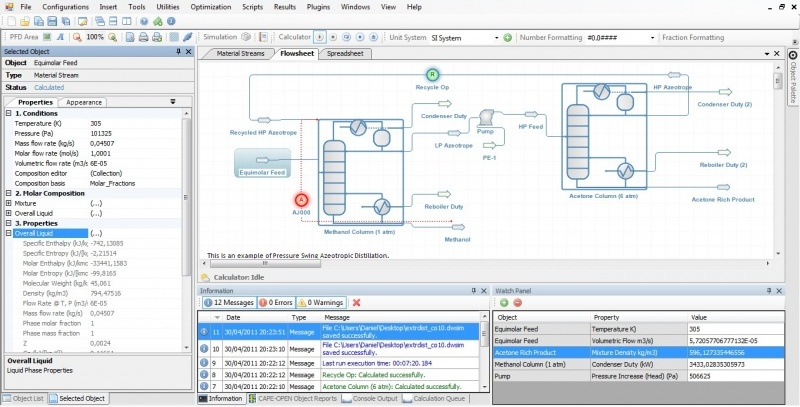
Schermata di un software per la simulazione di processo (DWSIM).

La simulazione di processo è usata per il progetto, sviluppo, analisi e ottimizzazione dei processi tecnici ed è applicata principalmente agli impianti chimici ed ai processi chimici, ma anche alle centrali elettriche, e simili installazioni tecniche.

## Principi basilari

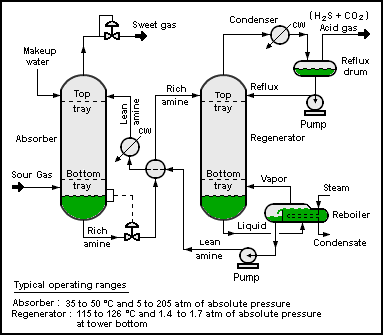
Diagramma di flusso di processo di un tipico processo di trattamento con ammine usato negli impianti industriali

La simulazione di processo è una rappresentazione basata su modelli di processi chimici, fisici, biologici, altri processi tecnici ed operazioni unitarie ed è effettuata tramite programmi. Prerequisiti basilari sono una profonda conoscenza delle proprietà chimiche e fisiche dei componenti puri e delle miscele, delle reazioni, e dei modelli matematici che, in combinazione, permettono il calcolo di un processo per mezzo dei calcolatori.
I programmi per la simulazione di processo descrivono i processi in diagrammi di flusso nei quali le operazioni unitarie sono posizionate e connesse da correnti di prodotti o reagenti. Il programma deve risolvere il bilancio di materia e il bilancio di energia per trovare un punto operativo stabile. L'obiettivo di una simulazione di processo è trovare le condizioni ottimali per un processo sotto esame. Si tratta essenzialmente di un problema di ottimizzazione che deve essere risolto con un processo iterativo.
La simulazione di processo usa sempre modelli che introducono approssimazioni ed ipotesi ma permettono la descrizione di una proprietà in un ampio spettro di temperature e pressioni che potrebbe non essere interamente coperto da dati reali. I modelli permettono inoltre interpolazioni ed estrapolazioni – entro certi limiti – e costituiscono la base per la ricerca di condizioni al di fuori della gamma delle proprietà note.

## Modellazione
Lo sviluppo di modelli per una migliore rappresentazione dei processi reali è il cuore degli ulteriori sviluppi dei programmi di simulazione. Lo sviluppo dei modelli viene fatto nel versante dell'ingegneria chimica ma anche in quello dell'ingegneria dei controlli e per il miglioramento delle tecniche di simulazione matematiche. La simulazione di processo è quindi uno dei pochi campi nei quali scienziati provenienti dai settori della chimica, fisica, informatica, matematica e diversi settori dell'ingegneria lavorano insieme.

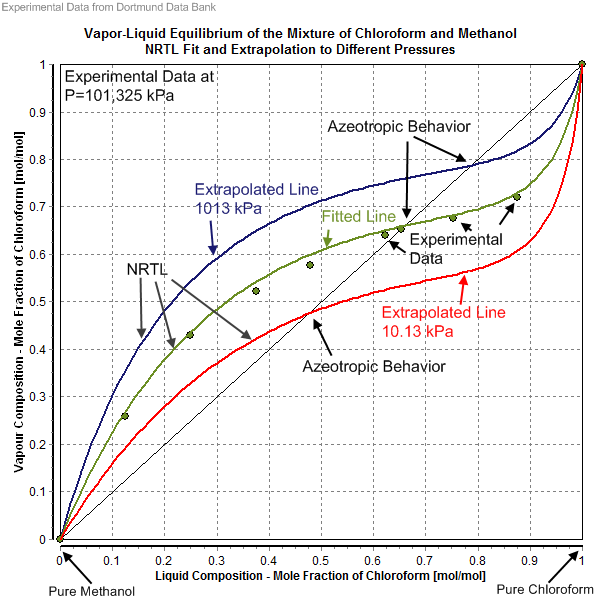
VLE della miscela di Cloroformio e Metanolo più adattamento NRTL ed estrapolazione a pressioni differenti

Vengono compiuti molti sforzi per sviluppare nuovi e migliorati modelli per il calcolo delle proprietà. Questo include ad esempio la descrizione di: 
- proprietà termofisiche come tensioni di vapore, viscosità, dati calorici, ecc. di sostanze pure e miscele.
- proprietà di differenti apparecchiature come reattori, colonne di distillazione, pompe, ecc.
- reazioni chimiche e cinetiche.
- dati ambientali e relativi alla sicurezza.

Si possono distinguere due differenti tipi principali di modelli:
1. Equazioni abbastanza semplici e correlazioni in cui i parametri sono ricavati da dati sperimentali.
2. Metodi predittivi nei quali le proprietà sono stimate.

Le equazioni e correlazioni sono normalmente preferite perché esse descrivono le proprietà (quasi) esattamente. Per ottenere parametri affidabili è necessario avere dati sperimentali che usualmente sono ottenuti da banche dati che raccolgono i risultati di prove sperimentali. o, se non sono disponibili dati pubblici, da misure. 
Usare metodi predittivi è molto più economico che usare lavori sperimentali ed anche rispetto alle banche dati. Nonostante questo grande vantaggio, le proprietà predette sono normalmente usate solo nei primi passi del processo di sviluppo per trovare le prime soluzioni approssimate e per escludere percorsi sbagliati, perché questi metodi estimativi introducono normalmente errori più alti rispetto alle correlazioni ottenute da dati reali.
La simulazione di processo ha anche incoraggiato l'ulteriore sviluppo di modelli matematici nei settori del controllo numerico e della risoluzione di problemi complessi.

## Storia
La storia della simulazione di processo è fortemente connessa allo sviluppo dell'informatica, dei calcolatori e dei linguaggi di programmazione. Le prime semplici implementazioni funzionanti di aspetti parziali dei processi chimici risalgono agli anni '70, quando, per la prima volta, furono disponibili programmi (principalmente scritti in FORTRAN) e calcolatori adatti. La modellazione delle proprietà chimiche è iniziata già molto prima, in particolare l'equazione di stato cubica e l'equazione di Antoine sono sviluppi del XIX secolo.

## Simulazione di processo di stato stazionario e dinamica
Inizialmente la simulazione di processo era usata per simulare processi allo stato stazionario. I modelli allo stato stazionario effettuano un bilancio di massa e di energia di un processo stazionario (un processo in uno stato di equilibrio) ma qualsiasi cambiamento nel tempo viene ignorato. 
La simulazione dinamica è una estensione della simulazione del processo allo stato stazionario in base alla quale la dipendenza temporale è inserita nei modelli tramite termini derivativi, cioè gli accumuli di massa ed energia. L'avvento della simulazione dinamica comporta che è diventata possibile la descrizione in funzione del tempo, la predizione e il controllo di processi reali in tempo reale. Questo include la descrizione dell'avvio e dell'arresto di un impianto, modifiche delle condizioni durante una reazione, altezze idriche, cambiamenti termici ed altro.
Le simulazioni dinamiche richiedono un incremento del tempo di calcolo e sono matematicamente  più complesse di una simulazione allo stato stazionario. Esse possono essere viste come  simulazioni allo stato stazionario ripetute più volte (sulla base di un intervallo di tempo fissato) con parametri costantemente in cambiamento.
Le simulazioni dinamiche possono essere usate sia in modalità in linea che fuori linea. Il caso in linea si configura come un controllo predittivo, nella quale i risultati della simulazione in tempo reale vengono usati per predire i cambiamenti che avverranno per la variazione di un controllo, e i parametri di controllo sono ottimizzati sulla base dei risultati. La simulazione fuori linea può essere utilizzata nel progetto, nella ricerca e riparazione dei difetti, e nella ottimizzazione degli impianti  di processo così come la conduzione di casi studio per valutare l'impatto delle modifiche al processo.